# AGIL Volley
El AGIL Volley es un club italiano de voleibol femenino profesional con sede en Novara que actualmente juega en la Serie A1.

## Nombres previos
Debido al patrocinio, el club ha competido bajo los siguientes nombres:
- AGIL Trecate (1984-1999)
- AGIL Volley Trecate (1999-2001)
- Asystel Novara (2001-2003)
- AGIL Volley Trecate (2003-2012)
- Igor Gorgonzola Novara (2012-presente)

## Historia
El club fue fundado en 1984 como AGIL Volley, con sede en Trecate. El nombre del club es un acrónimo de Amicizia, Gioia, Impegno, Lealtà (amistad, alegría, compromiso, lealtad) y originalmente comenzó como un centro juvenil diseñado para ayudar a los jóvenes a desarrollarse a través del deporte. El proyecto fue creciendo a lo largo de los años y el club invirtió en la construcción de un complejo deportivo con una cancha de voleibol de playa y una instalación polideportiva de voleibol, fútbol sala y baloncesto.
Después de pasar sus primeros años compitiendo en torneos regionales, en 1989 el club comenzó a transitar las ligas inferiores italianas. A fines de la década de 1990, estaba progresando en la Serie A2 hasta que tuvo problemas en la temporada 1998-99 y fue relegado a la Serie B1. Como cuatro equipos renunciaron a jugar la Serie A2 en la temporada 1999-2000, el club evitó el descenso. Durante esa temporada el club cambió el enfoque, con el entrenador Luciano Pedullà optando por preparar un equipo de jugadoras jóvenes con profesionalidad y compromiso para asegurar una inversión a futuro. El club ascendió a la Serie A1 (el nivel más alto) al final de la temporada 2000-01.
Antes de la temporada 2001-02, el club trasladó su base de Trecate a Novara y Asystel se convirtió en su principal patrocinador, con lo que el club pasó a llamarse Asystel Novara. En su primera temporada en la Serie A1, el club fue subcampeón tras llegar a la final de los playoffs. En la temporada siguiente volvió a llegar a la final de los playoffs, terminando segundo. El club hizo su debut en competiciones europeas al ganar la Copa CEV 2002-03. Al final de la temporada, a pesar de los dos segundos puestos consecutivos en la liga, el título europeo y un lugar garantizado para jugar la Liga de Campeones CEV en la temporada 2003-04, el club decidió centrarse en los equipos juveniles. Se mudó a Trecate, revivió su antiguo nombre AGIL Volley y concedió su licencia de la Serie A1 y el departamento de voleibol profesional a Asystel, quien estableció un nuevo equipo llamado Asystel Volley. La concesión de la licencia supuso el regreso de AGIL a la Serie C de la liga italiana.
Diez temporadas después, en 2013, el club volvió a ascender a la Serie A1 y se mudó a Novara. En 2014-15, el club ganó la Copa de Italia por primera vez. El primer título de la Serie A1 llegó en 2016-17.

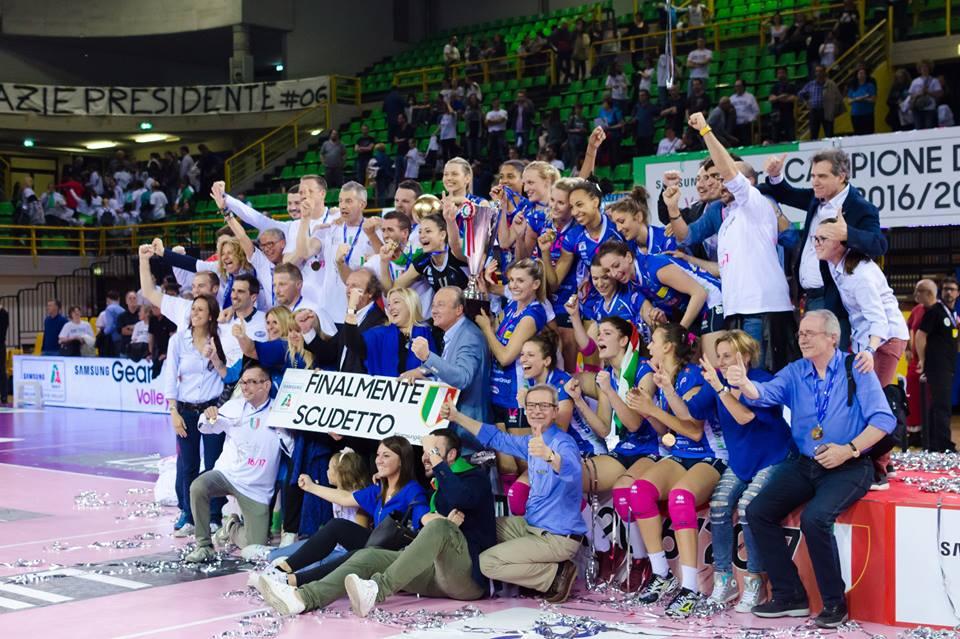
El equipo festejando la obtención del título de liga 2016/17

## Palmarés

### Competiciones nacionales
- Copa Italia : 3

2014–15, 2017–18, 2018–19
- Liga Nacional : 1

2016-17
- Supercopa de Italia: 1

2017-18

### Competencias internacionales
- Liga de Campeones CEV : 1

2018-19
- Copa CEV : 1

2002-03